# Wenus (mitologia)

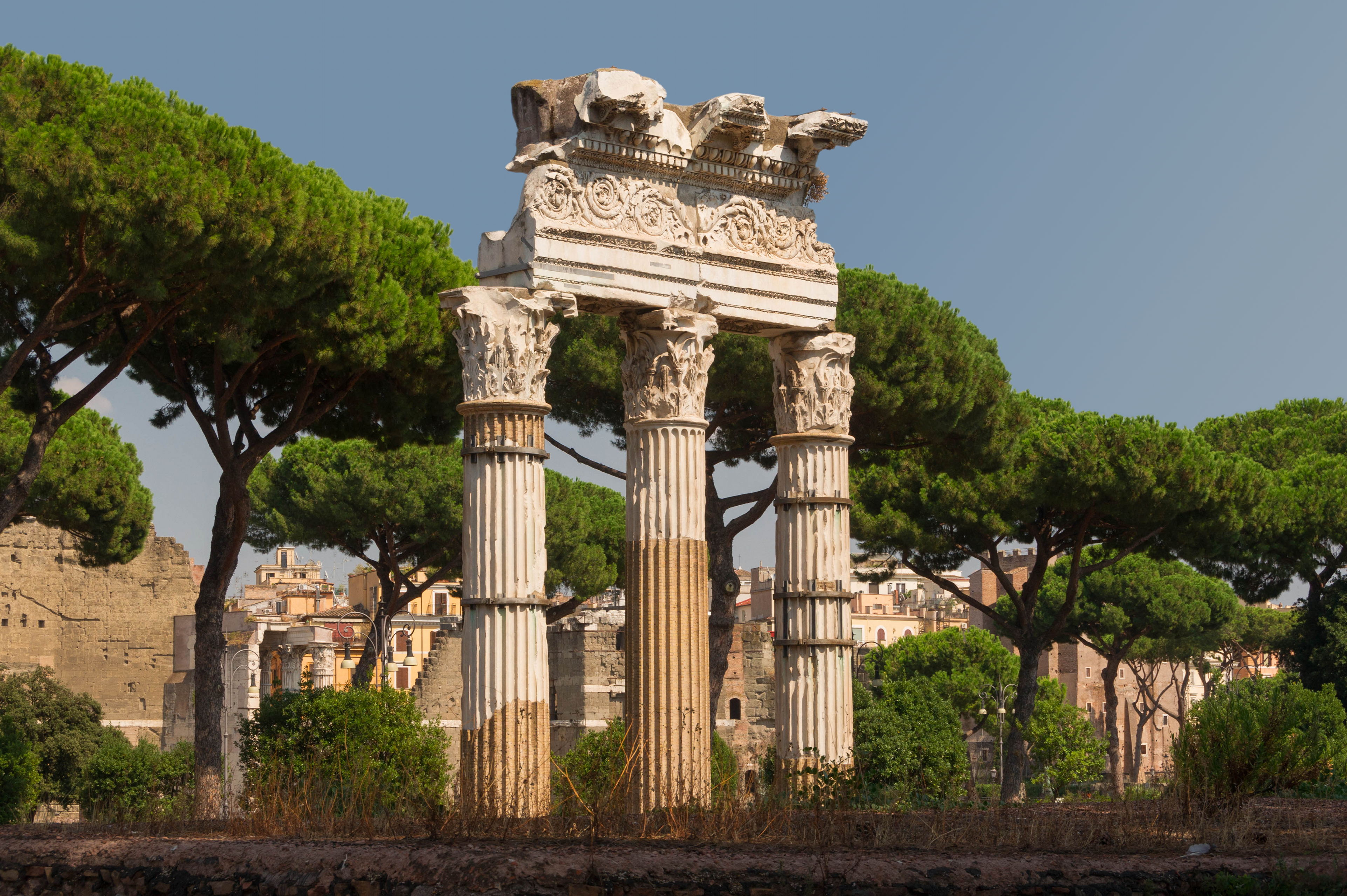
Ruiny świątyni Wenus na Forum Cezara w Rzymie

Wenus (także Wenera, łac. Venus, gr. Ἀφροδίτη Aphrodítē ‘wdzięk’, ‘urok’) – w mitologii rzymskiej bogini miłości.
Utożsamiana od II wieku p.n.e. z grecką Afrodytą. Wcześniej była italską boginią wiosny, roślinności i ogrodów warzywnych. Głównymi jej atrybutami były owoce i kwiaty. Towarzyszyły jej gołębie. W sztuce najczęściej była ukazywana naga lub do połowy obnażona, ale także jako piękna i młoda powożąca rydwanem zaprzężonym w gołębie.
Wenus była najbardziej czczona przez ród Juliuszów, zwłaszcza w czasach Juliusza Cezara, jako uważana za ich antenatkę. Ród ten wywodził swe pochodzenie od Julusa, syna Eneasza, protoplasty Rzymian, który z kolei miał być synem Trojanina Anchizesa i Wenus.
Najstarsza świątynia Wenus znajdowała się na Kapitolu.

## Wizerunki
W sztuce najbardziej znane są jej przedstawienia:
- Wenus z Milo (Afrodyta z Melos) – starożytny posąg bogini Wenus (Afrodyty)
- Wenus z Urbino – obraz Tycjana
- Narodziny Wenus – obraz Sandra Botticellego
- Śpiąca Wenus – obraz Giorgionego, dokończony przez Tycjana
- Wenus i Adonis